# Уллерих, Гюнтер
Гюнтер Уллерих (нем. Günther Ullerich, 30 апреля 1928, Берлин, Германия — 28 ноября 2007, Кёльн, Германия) — немецкий хоккеист (хоккей на траве), защитник. Бронзовый призёр летних Олимпийских игр 1956 года.

## Биография
Вернер Розенбаум родился 23 июля 1927 года в немецком городе Берлин.
Играл в хоккей на траве за «Рот-Вайсс» из Кёльна.
В 1952 году вошёл в состав сборной ФРГ по хоккею на траве на Олимпийских играх в Хельсинки, занявшей 5-е место. Играл на позиции защитника, провёл 5 матчей, мячей (по имеющимся данным) не забивал.
В 1956 году вошёл в состав сборной ОГК по хоккею на траве на Олимпийских играх в Мельбурне и завоевал бронзовую медаль. Играл на позиции защитника, провёл 5 матчей, мячей не забивал.
21 января 1957 года за завоевание бронзы на летних Олимпийских играх в Мельбурне удостоен высшей спортивной награды ФРГ — «Серебряного лаврового листа».
В 1960 году вошёл в состав сборной ОГК по хоккею на траве на Олимпийских играх в Риме, занявшей 7-е место. Играл на позиции защитника, провёл 5 матчей, мячей не забивал.
В 1951—1961 годах провёл 58 матчей за сборную ФРГ.
Был архитектором, владел фирмой по производству материалов для кондиционирования воздуха.
Умер 28 ноября 2007 года в немецком городе Кёльн. Похоронен на Южном кладбище Кёльна.